# Булайское (сельское поселение)
Булайское — упразднённое муниципальное образование со статусом сельского поселения в составе Увинского района Удмуртии.
Административный центр — село Булай.
Образовано в 2005 году в результате реформы местного самоуправления.
Законом Удмуртской Республики от 17.05.2021 № 48-РЗ к 30 мая 2021 года упразднено в связи с преобразованием муниципального района в муниципальный округ.

## Географические данные
Находится на востоке района, граничит:
- на северо-западе с Жужгесским сельским поселением
- на севере с Нылгинским сельским поселением
- на северо-востоке с Петропавловским сельским поселением
- на юге с Можгинским районом

По границам поселения протекают реки Вала и её приток Нылга.

## Население
| 2010 | 2012  | 2013  | 2014  | 2015  | 2016 | 2017 |
| ---- | ----- | ----- | ----- | ----- | ---- | ---- |
| 1050 | ↘1044 | ↗1045 | ↗1050 | ↘1026 | ↘984 | ↗985 |
| 2018 | 2019  | 2020  |       |       |      |      |
| ↗986 | ↘959  | ↘949  |       |       |      |      |

## Населенные пункты
| Название    | Тип населённого пункта       | Население 2007 год | Почтовый индекс | ОКАТО       |
| ----------- | ---------------------------- | ------------------ | --------------- | ----------- |
| Булай       | Село, административный центр | 671                | 427246          | 94244855001 |
| Новая Вамья | Деревня                      | 215                | 427246          | 94244855002 |
| Павлово     | Деревня                      | 32                 | 427246          | 94244855003 |
| Пунем       | Деревня                      | 81                 | 427246          | 94244855004 |
| Родники     | Деревня                      | 192                | 427246          | 94244855005 |
| Сухая Видзя | Деревня                      | 133                | 427246          | 94244855006 |

## Экономика
- ООО «Дружба»

## Объекты социальной сферы
- МОУ «Булайская средняя общеобразовательная школа»
- МДОУ «Булайский детский сад»
- МОУ «Нововамьинская школа-сад»
- МОУ «Родниковская школа-сад»
- 2 библиотеки
- 4 фельдшерско-акушерских пункта
- 3 Клуба